# PGC 132905
PGC 132905/LEDA 132905 ist eine Spiralgalaxie vom Hubble-Typ S im Sternbild Bildhauer. Sie ist schätzungsweise 633 Millionen Lichtjahre von der Milchstraße entfernt.
Die Typ-Ia-Supernova SN 2022abvt wurde hier beobachtet.